# Frans Snyders
Frans Snyders (Anvers, 11 de novembre de 1579 – 19 d'agost de 1657) fou un pintor flamenc, del Renaixement i el Barroc.
Fou deixeble de Henry van Balen i Brueghel. Durant algun temps es dedicà a la pintura de la naturalesa en silenci, en la qual destacà sobre manera, però després consagra el seu estudi i activitat a la pintura d'escenes de caça i a la d'animals, gènere en el que assolí renom universal. El talent de Snyders feu que Rubens li encarregues el pintar, en els seus propis quadres, animals, fruites i objectes, malgrat que ell ho hagués pogut fer personalment. Es diu que viatjà per Itàlia, encara que no manquen biògrafs que ho neguen i asseguren que no sortí mai d'Anvers, excepció d'una breu estança a Brussel·les, on fou cridat per l'arxiduc Albert. Per aquest pintà diverses de les seves millors obres, especialment quadres de caça i combats d'animals. Felip III d'Espanya, al qual l'arxiduc Albert havia regalat una d'aquestes pintures, li encarregà un gran nombre d'elles, moltes de les quals es conserven en el Museu del Prado.
També destacà en la pintura de cuines, rebosts i llocs carregats de caça, peixos i fruites, en els que hi ha vegades figures executades per Rubens i Jordaens. Els quadres de Snyders existents en el Museu del Prado són:
- La caza del jabali,
- Perros apoderados d'una despensa,
- Perro con su presa,
- Caza de zorras, perseguidas porperros,
- Fábula de la liebre y el galápago,
- Una cigüeña y otros animales, cuadrúpedos y volátiles,
- La zorra y la gata,
- Fábula del León y el ratón,
- Una frutera, (La cambra de la fruita)
- Concierto de aves en árbol haciendo el mochuelo de maestro de capilla,
- Jabalí acosado por varios perros á la entrada d'un bosque,
- Toro rendido por perros,
- Fieras que disputan la gran presa,
- Coro de aves,
- Jabalí acosado por perros,
- Lucha de gallos,
- La cocinera,
- La cabra amamantando al lobezno,
- Bodegón; mesa de aparador con fruta,
- Bodegón; sobre una mesa, caza,
- Caza de ciervos,
- El gallinero.

Aquests quadres procedeixen de la Col·lecció de Felip IV i de la de Carles II. Alguns foren regalats a Felip IV, pel primer marquès de Leganés. També conserven obres d'aquest artista els Museus d'Anvers, Berlín, Dresden, Edimburg, Florència (Galleria degli Uffizi), Hampton Court (Londres), Poznań, La Haia, Louvre (París) i al Museu Puixkin de Moscou hi ha dos quadres –Patge en un rebost i Carnisseria--. A Catalunya trobem obres seves per exemple a la Biblioteca Museu Víctor Balaguer de Vilanova i la Geltrú.

## Anàlisi crítica
Les obres de Snyders no es presten massa a la descripció; contenen poques <idees>, però són les pintures més belles de l'escola animalista flamenca, <fermes>, quasi sense espessor, aèries, cordials, sonores; les úniques, en fi, on es troba, en altre ordre d'afers, l'alè, el moviment i fins i tot el sentiment heroic de Rubens. Com van dir els crítics ningú en l'escola flamenca mostra més completament la decisiva influència que aquest poderós geni (Rubens) exercia al seu entorn, fins i tot els que no eren deixebles seus. Això explica la grandiositat de les pàgines decoratives de Snyders, la vehemència del seu moviment i el vigor brillant del seu colorit.